# エフエム秋田
株式会社エフエム秋田（エフエムあきた、FM Akita Co., Ltd.）は、秋田県を放送対象地域として超短波放送（FM放送）を行っている特定地上基幹放送事業者である。
略称はAFMであるが、秋田県外では通称のFM秋田が使用される。コールサインはJOPU-FM。JFN系列局。

## 会社概要
- 本社
  - 秋田県秋田市八橋本町3丁目7番10号
- 東京支社
  - 東京都千代田区麹町1丁目8番 JFNセンター

※過去には大館市に支局を構えていたことがあった。

## 沿革
- 1982年（昭和57年）10月27日 - 秋田県に民放FMの周波数が割当てられる[2]。
- 1984年（昭和59年）7月18日 - 株式会社エフエム秋田設立。
- 1985年（昭和60年）
  - 3月18日 - サービス放送開始。
  - 3月31日 - 22:00 - 6:00に開局記念前夜祭を生放送。因幡晃ほか多数ゲスト出演。
  - 4月1日 - 全国15番目、東北では2番目に本放送開始（FMとやまと同日）。
- 1995年（平成7年）4月1日 - 文字多重放送（見えるラジオ）開始。コールサインはJOPU-FCM。
- 2011年（平成23年）
  - 1月26日 - KDDIが提供するau携帯電話向けインターネットラジオサービス「LISMO WAVE」による配信を全国FM連合加盟各局と同時に開始。
  - 12月5日 - ドコデモFMによる配信をJFN加盟各局と同時に開始。
- 2014年（平成26年）3月31日 - 文字多重放送終了。
- 2015年（平成27年）8月27日12:00 - 8月28日20:55 - 開局30周年記念の特別番組「コレカラジオ ココカラジオ 30時間!」を放送[3]。ただし、TOKYO FM発の全国ネット番組や一部のJFNCネット、自社制作番組は通常通り放送。
- 2018年（平成30年）
  - 5月1日 - V-Low帯マルチメディア放送・インターネットラジオサービス「i-dio」にて北海道・東北地方でのサイマル放送・配信を開始。
  - 11月19日 - 羽後中継局の運用開始[4]。
- 2019年（令和元年）9月30日 - LISMO WAVEによる配信を全国FM連合加盟各局と同時に終了。
- 2020年（令和2年）
  - 3月31日 - V-Low帯マルチメディア放送・インターネットラジオサービス「i-dio」での放送・配信が終了。
  - 4月1日 - 同日正午よりIPサイマルラジオ「radiko」通常版ならびに「radikoプレミアム・エリアフリー」（有料会員制、全国で聴取可能）共に全国配信を開始[5][6]。
- 2021年（令和3年）
  - 2月28日 - ドコデモFMによる配信をJFN加盟各局と同時に終了。
  - 8月21日 - 本社正面の壁面を秋田公立美術大学と共同で変更[7]。
- 2025年（令和7年）4月1日 - 開局40周年。キャッチコピーは「ひといき　ひととき」、公式キャラクター「にゃっぴー」誕生[8]。

## 周波数・出力
| 親局   | 周波数  | 空中線電力 | 備考             |
| ------ | ------- | ---------- | ---------------- |
| 秋田   | 82.8MHz | 3kW        | 秋田テレビと兼用 |
| 中継局 | 周波数  | 空中線電力 | 備考             |
| 花輪   | 77.1MHz | 100W       |                  |
| 大館   | 89.2MHz | 100W       |                  |
| 能代   | 89.7MHz | 100W       |                  |
| 角館   | 78.9MHz | 3W         |                  |
| 本荘   | 77.7MHz | 10W        |                  |
| 湯沢   | 78.0MHz | 100W       |                  |
| 羽後   | 89.0MHz | 10W        |                  |
| 東成瀬 | 89.4MHz | 5W         |                  |

## 資本構成
企業・団体の名称、個人の肩書は当時のもの。出典：

### 2009年3月31日 - 2016年3月31日
| 資本金 | 発行済株式総数 |
| ------ | -------------- |
| 1億円  | 15,000株       |

| 株主                             | 株式数  | 比率   |
| -------------------------------- | ------- | ------ |
| 秋田魁新報社                     | 3,700株 | 24.66% |
| 秋田放送                         | 1,500株 | 10.00% |
| 秋田テレビ                       | 1,500株 | 10.00% |
| 読売新聞東京本社                 | 1,359株 | 09.06% |
| 朝日新聞社                       | 1,050株 | 07.00% |
| フジ・メディア・ホールディングス | 1,050株 | 07.00% |
| 秋田県                           | 0,900株 | 06.00% |

## 主な番組
現在の番組の詳細は、公式サイトの番組情報あるいはタイムテーブルを参照。

### 自社制作番組
平日
- ぐっとらっくん（月曜 7:50 - 7:55）
- Check! It（火曜 - 金曜 7:50 - 7:55、平日 10:55 - 11:00、土曜 9:55 - 10:00、日曜 9:25 - 9:30）
  - 月曜・水曜 - 金曜7:50はJFN『OH! HAPPY MORNING』内包。
  - 土曜朝の放送は2016年4月2日開始。
- LUNCH TIME STEPS（月曜・水曜・金曜 11:30 - 11:55）
- くるまのおはなし（平日 14:50 - 15:00）[注 4]
  - 金曜は『気分屋食堂』に内包。
  - 14時台に全国ネット特別番組が放送される場合は両番組は休止となる。
- mix（月曜 - 木曜 15:00 - 17:55）
  - 前半（15:00 - 16:30）は「rug mix」、後半（16:30 - 17:55）は「news mix」と内容・パーソナリティ共に異なる二部構成となっている。
- 秋田市マンデー555（月曜 17:55 - 18:00）
- Foreverヤング（月曜 18:00 - 18:55）
- 柳葉敏郎の昭和をご唱和願います（2024年1月2日-、火曜 11:30 - 11:55）
- 隣の薬剤師さん（火曜 12:55 - 13:00）
- さらさ☆福祉ラジオ（火曜 14:40 - 14:50）
- ぽちラジルーキーズ（火曜 15:50 - 15:55）
- 防災・防犯まめ知識「セーフ・ポイント」（火曜 17:55 - 18:00）
- 大間ジロー J's NEXT（火曜 18:30 - 18:55）
- 釣り☆lab（水曜 11:30 - 11:55）[注 5]
- ようちゃんの独り言～お口から秋田の健康を～（水曜 14:40 - 14:50）
- BLAUBLITZ on the Wave（水曜 18:00 - 18:30）
- こちらアルビオン白神研究所！（毎月第1水曜 18:30 - 18:55）
- AZUMAグループプレゼンツ　未来プロジェクト（木曜 11:30 - 11:55）
- 5時55分だよ！深川先生ー!（木曜 17:55 - 18:00）
- あきたSDGsラジオ（木曜 18:00 - 18:30）
- サクラボ オンライン（木曜 18:30 - 18:50）
- Air FRYDAY（金曜 10:30 - 10:55）
- あきたはいうぇい人街ねっと（金曜 12:50 - 13:00）
- 気分屋食堂（金曜 13:30 - 15:55）
- Evening StREAM（金曜 16:00 - 17:55）
- バリトン伊藤のおつかれさまです（金曜 17:55 - 18:00）
- パーソナリティ発掘オーディション番組 ～Voice Frontier～（金曜 18:30 - 18:55）
- やっちまえ!羅漢!（金曜 18:00 - 18:30）
- 日景健貴の1WEEK 1CHANGE（金曜 18:55 - 19:00）
- Sound Air Cruise（金曜 19:00 - 19:55）

週末
- きらり輝くきららいふ（土曜 9:15 - 9:30、2025年6月7日 - [23]）
- ダックスムーンのランチdéポップス（土曜 12:00 - 12:25、2020年4月4日 - ）
- くらしのプロムナード（土曜 12:25 - 12:30）
- GOING FAIRWAY（土曜 12:30 - 12:55）
- エー・クラス Bookmark Songs（土曜 18:00 - 18:55、2025年4月5日 - ）
- 峯藤高の愛のソムリエ（土曜 19:30 - 19:55）
- ほろ酔いJAZZ NIGHT（土曜 20:00 - 20:55[注 6]）
- 高橋大和の知の泉・人の森（毎月最終土曜 19:30 - 19:55、2016年7月30日開始）
  - 最終土曜日以外の同時間帯は『SOMEDAY,SOMEWHERE,SOMEBODY』を放送。
- 秋田銀行presents クラシックの扉（日曜 8:00 - 8:30）
- ラジオポリス（日曜 9:15 - 9:30）
- オモリンにっき（毎月第1日曜 9:30 - 10:00、2024年1月7日 - ）
  - 第1日曜日以外の同時間帯は『鈴木愛理のEasy To Smile』を放送。
- フラワーアベニュー花徳（日曜 13:55 - 14:00）

### 時差ネットになっているTOKYO FMの全国ネット番組
- IMP.のIMPickup（平日 13:55 - 14:00、JFN各局と1時間先行放送）
  - 本来の放送時間である14:55には自社制作番組「くるまのおはなし」（14:50 - 15:00）を放送しているため時差ネットとなっている。なお、この番組が時差ネットになっている放送局は本局の他にFM GUNMA（同じく13:55 - 14:00）、エフエム沖縄（21:55 - 22:00）がある。
  - 14時台に全国ネットの特別番組が放送される場合でも13:55で放送し、14:55には「Check! It」を編成することがある。
- 杉浦太陽・村上佳菜子 日曜まなびより（日曜 8:30 - 8:55、制作局であるTOKYO FMよりも1時間遅れで放送）

### その他の番組
- 心のともしび（月曜 - 土曜 5:55 - 6:00）
- 東北まんぷくラジオ（金曜 12:00 - 12:50、Date fm制作・東北6県ネット、2015年4月3日 - 2018年3月30日）
- Schoenes Wochenende!（金曜 17:55 - 18:00、Date fm制作・本局とエフエム岩手の3局ネット）
- 天使のモーニングコール（日曜 7:30 - 8:00）

### 自社番組について
- 1時間あるいは30分の週1回のレギュラー番組が主流で、自社制作の生放送のワイド帯番組の展開については東北の他局と比較しても消極的であった[注 7]。改編期においても、レギュラー番組の終了や小規模なリニューアルをする程度であった時期が長い間続いた。
- しかし、2011年4月の大規模な改編以降は、番組内容も充実させるなどしている。
  - 2011年4月改編では、平日朝の帯番組『JOPUモーニング秋田』が終了。金曜朝に『JOPU Morning Friday』がスタート[注 8]（月曜から木曜は『OH! HAPPY MORNING』をフルネット）[注 9]。また、平日夕方の帯番組『イブニング・オペレーション』が終了。『flowers』の放送時間を短縮し、2時間番組の『Evening StREAM』がスタートした。
  - 2011年7月改編では、『flowers』のネットを打ち切り『ティータイム倶楽部』以来実に約24年ぶりの午後の自社制作ワイド帯番組『Smooth Café』がスタート。
- 2014年4月改編では、『Smooth Cafe』と『Evening StREAM』（月曜 - 木曜の放送）を統合させ、13:30 - 17:55に開局以来初となる大型ワイド番組『ゲツモク Live Compilation ブンブン!!』がスタート。
- 2014年10月改編では、9月以前まで放送休止していた日曜深夜に、『蔵の中音楽』（日曜深夜2:00 - 翌月曜早朝5:00）を開始したため、完全終夜放送となったが、同番組は2020年9月27日深夜の放送をもって終了した。
- 2015年1月改編では、『OH! HAPPY MORNING』の金曜日の放送時間を短縮し、『JOPU Morning Friday』以来となる金曜朝の番組『Morning Up! Friday』がスタート。
- 2015年4月改編では、『ゲツモク Live Compilation ブンブン!!』が終了し、15:00 - 17:55に内容・パーソナリティ共に異なる二部構成ワイド番組『mix』がスタートした[注 10]。

## 終了した番組
平日午前
- JOPUモーニング秋田（1985年5月1日[24] - 2011年3月31日、平日 7:30 - 8:00[注 11]）

平日午後
- ティータイム倶楽部（平日 13:00 - 14:55[注 12]）
- 奥サマのミカタ（平日 14:40 - 14:50）
- ハイ!カローラおばこです（平日 14:50 - 15:00）
- Smooth Café（2011年7月4日 - 2014年3月31日、月曜 - 木曜 13:30 - 15:55）
- ゲツモク Live Compilation ブンブン!!（2014年4月1日 - 2015年3月31日、月曜 - 木曜 13:30 - 17:55）

平日夕方
- イブニング・オペレーション（1986年4月1日 - 2011年3月31日、平日 17:00 - 17:55）
- ステレオサウンドステーション（平日 18:00 - 18:55）
- ミュージック・プラザ（平日 17:00 - 17:25）

平日夜
- ミッドナイトサウンドトリップ（平日 1:00 - 2:00）

金曜日
- Fresh Friday（1993年 - 1997年3月 、8:20 - ）
- JOPU Morning Friday（2011年4月1日 - 2013年3月29日、7:30 - 8:55）
- Morning Up! Friday（2015年1月8日 - 2017年3月31日、 7:30 - 10:00）
- GOZZO!!!（金曜 12:00 - 12:50）
- 楽天!あろまじお（1998年11月6日[25] -2012年3月29日、13:30 - 15:50）[注 13]
- Gozzo!!!（12:00 - 12:50）
- スポコン・チャンネル（16:30 - 16:35）
- Rocket Beach Café（18:00 - 18:55）
- （金）リクエストアワー（19:00 - 19:55）
- J's Sound Box（1998年4月6日 - 2009年3月27日、19:00 - 19:55[注 14]）
- ハナキン桜庭編集部（2006年9月1日 - 2021年3月26日、18:00 - 18:55）
- Go!Go!FRI☆デナイト（ - 2011年3月25日、19:00 - 19:55）
- GO! HAPPINETS TIME（11:30 - 11:50）
- ハナキンBONUS TRACK（2011年4月1日 - 12月30日、19:16 - 19:55）

土曜日
- あきたピープル・ナウ（11:40 - 11:55）
- 黒崎昭二のシャンソンをあなたに（1985年  - 2011年8月、19:00 - 19:55[注 15]）
- モーニング・スマイル（1997年4月 - 、8:30 - 8:55）
- ウィークエンドフォーユー（10:30 - 11:55）
- ミュージック・パレドゥー（17:00 - 17:55）
- ラブライスミュージック（1989年 - 2000年、12:00 - 12:45）
- We Love Tokyo@Station（2007年4月6日[26] - 2020年3月、12:30 - 12:55）
- OLD POP!（2005年 - 2020年5月9日、18:30 - 18:55[注 16]）
- 秋田デスティネーションキャンペーン「あきたにしました。」ココふら♪（2013年9月7日 - 11月16日、土曜 12:00 - 12:25）
- くる・くる・CooooooL（土曜 9:30 - 9:55）
- 朝カラ演歌!→朝カラ（土曜 8:00 - 8:55）
  - エフエム青森、エフエム岩手、秋田県内のコミュニティFMであるエフエム椿台と横手かまくらFMにもネットしていた。
- ami's Style（2016年4月9日 - 12:55 - 13:00）

日曜日
- ベストヒットイン秋田（16:00 - 16:55）
- スプラッシュサウンドスタジオ（14:00 - 15:55[注 17]）
- トワイライトスクリーン（18:00 - 18:55）
- ナイティンゲール・セレナーデ（0:30 - 1:00）
- 朝カラ!歌謡教室（2016年4月3日 - 2017年3月26日、7:00 - 7:30）
- 金萬ニューディスクリポート（- 2017年3月26日、14:55 - 15:00）
- ママファミ ジョブサポート（12:55 - 13:00）
- ビブリオラジオ（2017年10月1日 - 、16:55 - 17:00）
- 蔵の中の音楽（ - 2020年9月27日、深夜3:00 - 翌月曜早朝5:00）
- 大館市 化粧品はせがわpresents 松本英子「With You」（2021年1月3日 -、18:30 - 18:55 ）

その他
- 秋田歳時記あれこれ（1985年5月1日[27] - 、月曜 - 木曜 15:55 - 16:00）
- ナチュラルコレクション（1993年 - 1995年）
- 婦人倶楽部（2002年4月 - 、火曜 18:00 - 18:55）
- ぷれちゃ?（- 2007年3月28日、火曜 18:00 - 18:55）
- サークルヤーニーズ（1999年8月4日[28] -、水曜 18:00 - 18:55）
- It's DA Free Style（1995年4月6日[29] - 2009年3月、木曜 18:00 - 19:55）
- んだスポ（木曜 21:00 - 21:55）
- MUSIC SHARE（月曜 19:00 - 19:55）
- JAM THE MUSIC（2007年4月3日 - 2009年3月、火曜 18:00 - 18:55）
- アポナシ!Wednesday"raku-time"WIDE（- 2009年3月25日、水曜 18:00 - 18:55）
- 水曜流行研究室エレきてる!（2009年4月1日 - 2011年3月30日、水曜 18:00 - 18:55）
- DoDAMAX50（2009年4月2日 - 2011年3月31日、木曜 18:00 - 18:55）
- 佐藤真理子のロッキンナイト
- 十ちゃん愛ちゃん歌謡リクエスト（水曜 20:00 - 20:55）
- ガレージサウンドストリート[注 18]
- すっぴん☆（2011年4月6日 - 9月28日、水曜 18:00 - 18:55）
- 地域情報番組
  - ユリホン・ジョーンズ3D（2010年11月18日 - 2013年3月28日、木曜 12:00 - 12:55）※由利本荘市の地域情報番組
  - ハチラジ de Oh! DATE（2011年10月25日 - 2013年9月24日、火曜 12:00 - 12:55）※大館市の地域情報番組
  - オガラジ★ナマハゲーション（2011年11月23日 - 2013年3月27日、水曜 12:00 - 12:55）※男鹿市の地域情報番組
  - みたねビビットR（2016年5月5日 - 12月29日、木曜 11:30 - 11:45）※三種町の地域情報番組
- DoDA Smart RADIO（2011年5月 - 2013年3月28日、木曜 18:00 - 18:55）
- ふれあい情報（秋田市広報番組、月曜 - 土曜 10:55 - 11:00）
- Freak☆Rush!（2009年4月7日 - 2014年3月25日、火曜 18:00 - 19:55[注 19]）
- ex cho Aniki（2007年7月3日 - 2014年3月25日、火曜 20:00 - 21:45）
- 秋田宣伝MTG（ミーティング）（2013年4月4日 - 2015年3月26日、木曜 18:00 – 18:30）
- MUSIC SHARE（月曜 19:00 - 19:55）
- TALKING BAR VOICE〜今夜もHangover〜（2015年4月2日 - 11月26日、木曜 18:30 – 18:55）[注 20]
- ブラボー中谷のマイ・ホームステーション（ - 2016年3月、木曜 17:55 - 18:00）
- 創業支援FM番組 A起サポ☆（2016年7月1日 - 2016年9月30日、金曜 10:55 - 11:00）
- 「踊る。秋田」世界が秋田で踊り出す!（2016年10月6日 - 10月27日、木曜 10:55 - 11:00）
- Singles Cafe（2016年10月6日 - 、木曜 7:50 - 7:55）
- わらび座ミュージカル　なかいち劇場へようこそ!（2016年11月10日 - 2017年2月23日、木曜 17:45 - 17:55）[注 21]
- なるへやRR（2015年4月6日 - 2017年3月27日、月曜 19:00 - 19:55）
- オシャベリザムライ（2014年4月1日 - 2017年3月28日、火曜 18:00 - 18:55）[注 22]
  - オシャベリザムライ 夜用（2015年10月3日 - 2016年4月2日、土曜 25:00 - 26:00）[注 23]
  - オシャベリザムライ外伝～ファミマに参ろう～（2016年4月5日 - 2017年3月28日、火曜 17:55 - 18:00）[注 24]
- OGA FES RADIO MOSH（2017年5月18日 - 7月27日、木曜 18:00 - 18:30）[注 25]
- A起サポ☆〜頑張る秋田の起業家たち〜（2017年7月6日 - 9月28日、木曜 17:55 - 18:00）
- ハイ!カローラおばこです（平日 14:50 - 15:00、2018年6月29日放送終了）[30]
- 総務0課の男（2017年10月3日開始、火曜17:55 - 18:00）※「営業マン 高橋航」の姉妹番組。[注 26]
- 営業マン　高橋航（火曜 18:00 - 18:30、2017年4月4日開始）※「ビジネスマン　高橋航」の前身番組。
- 奥羽山脈を越えNIGHT（火曜 18:30 - 18:55、2017年4月4日開始）
- pramo+（プラス）（2011年5月 - 2018年12月26日、水曜 18:30 - 18:55）
- エミ's RECOMMED♪（木曜 11:50 - 11:55）
- らん♀とらん♂のお水の花道・けもの道（木曜 18:00 - 18:30[注 27]、2016年7月7日開始）
- What The Number（火曜 11:30 - 11:55、2023年12月26日放送終了）
- 営業ウーマン～イノマタさんとイトウさん～（火曜 17:55 - 18:00、2020年8月4日 - ）
- 秋田労働局ミニinformation（水曜 17:55 - 18:00）
- WEEKLY NORTHERN HAPPINETS（木曜 18:30 - 18:55[注 28]、2017 - 2018シーズンは2017年8月3日放送開始）
  - 秋田ノーザンハピネッツの試合シーズンに合わせて、毎年秋から翌年春までの半年間放送。[注 29]

- ビジネスマン　高橋航（火曜 18:00 - 18:30）

特別番組
- '98白神山地音楽祭in藤里（1998年7月23日）[31]
- ド・ドーンと連発!! 150分（1998年8月22日）[31]
- 真夏の夜空にドカンと連発ッ!120分!（ - 2014年、毎年8月第4土曜）[注 30]
- プレシャスタイム（2012年2月22日 13:30 - 15:55）- ユリホン・ジョーンズ3D、オガラジ★ナマハゲーション、ハチラジde Oh!DATEの3番組がタッグを組んで放送。
- アニークラッシュ！（2013年1月1日）
- pramo G（2018年12月19日、19:00 - 20:55）
- マリマリ500号記念 マジラジ & MIX（2019年2月14日）
- ミュージックフラッシュ（2019年3月20日 12:00 - 15:55） - パーソナリティは、シャバ駄馬男と真坂はづき。
- OGA ROCK FESTIVAL VO.10 SPECIAL（2019年8月4日、19:00 - 19:55）
- 鳥海山・飛島ジオパーク（2019年10月12日、11:00）-　エフエム山形との共同番組。エフエム秋田からは佐々木里帆が出演した。
- For Safety〜災害への備え
  - 2020年3月21日 11:00 - 11:55 パーソナリティは、佐々木里帆と大島貴志子
  - 2022年3月11日 12:00 - 12:50
  - 2023年3月11日 11:00 - 11:55
  - 2025年3月11日 14:00 - 15:00
- OGAFES RADIO MOSH STAY TUNED SPECIAL（2020年7月19日、19:00 - 1955）- パーソナリティは相場詩織、石塚公評
- 覚悟の政治家〜ふるさと秋田が心の支えに〜（2020年9月17日、18:00 - 18:30）
- ずぼらたん☆のオススメ新生活（2021年2月11日、13:30 - 14:50）
- おもフェス2021 JAMAICAN RADIO FESTIVAL（2021年10月9日、11:00 - 11:55）
- 相場詩織のふらっといっぱい（2022年2月13日、19:00 19:55）- ABS秋田放送との共同ラジオ
- 営業ウーマン〜イノマタさんとイトウさんの年末市場調査! 2022〜（2022年11月26日、11:00 - 11:55）
- BLAUBLITZ秋田、一歩ずつ前へ（2022年11月19日、11:00 - ）
- BLAUBLITZ秋田、J2初年度を戦い抜く（2022年12月22日、18:00 - 18:55）
- Trio the ZZ Presents 恋する音楽（2023年2月11日、11:00 - 11:55）
- あたらしいおと（2023年3月9日、19:00 - ）-  ABS秋田放送との共同ラジオ。パーソナリティは古谷昌之とABS秋田放送アナウンサーの林さくら。
- For Safety〜県民防災の日〜（2023年5月22日、12:00 - 12:50）- パーソナリティは藤田ゆうみん
- エフエム秋田営業部年末市場調査2024（2024年11月23日、11:00 - ）- 出演は、シャバ駄馬男
- ブラウブリッツ秋田・秋田一体＋（2024年11月27日、19:00）
- ラジオの教室〜桜小学校に行ってきたよ〜（2024年12月14日、11:00 - 11:55）出演は、古谷昌之、真坂はづき
- マリ♡ラジ!ワイド（2025年4月12日、11:00 - 11:55）[32]
- クラフトビールの世界へようこそ（2025年4月20日、19:00 - 19:55）[33]
- For Safety〜県民防災の日〜（2025年5月24日、11:00 - 11:55）[34]
- Tell Me Why ～私のビートルズ～（2025年6月30日、19:00 - 19:55）[35]

## スタジオ
- 第1スタジオ
- 第2スタジオ
- 第3スタジオ

第1・2スタジオともに、エフエム秋田玄関脇階段を上がった「見学者ホール」（見学制限あり）で見学できたが、2020年に閉鎖された。
- スタジオなかいち

秋田市中通一丁目のエリアなかいち・にぎわい交流館AU（あう）1階にあるサテライトスタジオ（“スタジオなかいち”という名称はラジオ番組内での通称であり、施設的な名称は“音響工房”である）。一部の番組はここから公開放送を行っている。

## ニュース
自社制作のニュースは主に秋田魁新報のニュースを扱っており、『AFMさきがけニュース』のタイトルとして放送している。この他、平日夕方16:40（月曜 - 木曜はmix内、金曜はEvening StREAM内）と金曜夕方18:55
に読売新聞と朝日新聞のニュースも扱っている（奇数月は『AFM読売新聞ニュース』、偶数月は『AFM朝日新聞ニュース』のタイトルで放送）。
平日の朝・夜間、週末の全時間帯はJFNニュースを放送。なお、JFNニュースは秋田魁新報社がスポンサーにつく場合は『AFMさきがけニュース』、それ以外は『AFMニュース』というタイトルで放送されている。

## マンスリーセレクション
エフエム秋田における推薦曲紹介（パワープレイ）の名称。ひと月の選曲は邦楽3曲・洋楽1曲の計4曲で、毎月1日に新しい曲に変更となる。
マンスリーセレクションの楽曲は生放送の自社制作番組内（mix、Evening StREAMなど）やステーションブレイク（60秒・40秒・30秒・20秒・15秒のバージョンあり）を通じて紹介している。他地域のJFN系列やABSラジオ（ABSウィークリーレコメンド）のように推薦曲を紹介する5分程度の番組は設けていない。
2013年（平成25年）までは、年末に一年間に選曲されたマンスリーセレクションを全曲紹介する企画が自社制作の音楽番組（Freak☆Rush!など）で放送されていた。
2009年（平成21年）3月までは『マンスリーソング』という名称で、ひと月の選曲は邦楽・洋楽共に1曲の計2曲だった。また、ステーションブレイクでマンスリーソングが流れる際は当時夕方に放送していたイブニング・オペレーションの番組宣伝も兼ねていた。

## アナウンサー

### 過去
- 石川文子 - 現在もFM秋田で番組を担当。
- 宮野さおり - 同上
- 奈良依子
- 平山早苗 - （FM青森へ移籍したが、在職中の2016年11月30日病気のため逝去）[37]
- 高畑和久（開局当時の午後ワイド番組「ティータイム倶楽部」などを担当。退社後、Date FMで番組を担当、その後はEXCEED取締役)
- 小畑雅子
- 佐野祐子
- 畠山崇（2004年- 2011年3月） - 現在営業
- 福原実
- 臼井昭子
- 工藤由佳子
- 戸澤賀子
- 村井絵美 （2007年4月- 2017年3月）- 現在FM秋田で平日昼の「AFMさきがけニュース」を担当。
- 工藤敦（1985年4月- 2016年3月）
- 佐々木里帆（2017年4月 - 2024年3月）
- 高橋航（1993年4月- 2025年3月）

## パーソナリティ

### 現在
- 宇都宮貴子
- 大島貴志子
- 桜庭みさお
- 椎名恵
- 樋口暁子
- 石垣政和
- 岸部有三
- シャバ駄馬男
- 古谷昌之
- 峯藤高
- 保泉久人
- 高橋紀子（元秋田テレビアナウンサー、現：フリー）
- 山口靖子
- 石塚公評
- 藤田ゆうみん
- 長谷川真由美
- 長谷川真弓
- バリトン伊藤
- 羅漢
- 石塚公評
- 鎌田淳
- 大間ジロー
- 佐藤早苗
- 小玉由美子
- 北川楓夏
- 真田かずみ
- ダックスムーン
- 佐市
- 愛甲和矢
- 日景健貴
- ねじ
- 菅原タモツ
- 東海林ゆみこ

### 過去
- 武藤綾子
- あべ十全
- 井川渉
- 大間ジロー
- 鈴木裕子
- 吉田智絵
- ハンカクサイ
- 松村サトシ
- 佐々木麻衣子
- 黒崎昭二
- 櫻井はる香
- A.N.I.
- 立花三央
- 樫尾典子